# Josef Bayer (Archäologe)

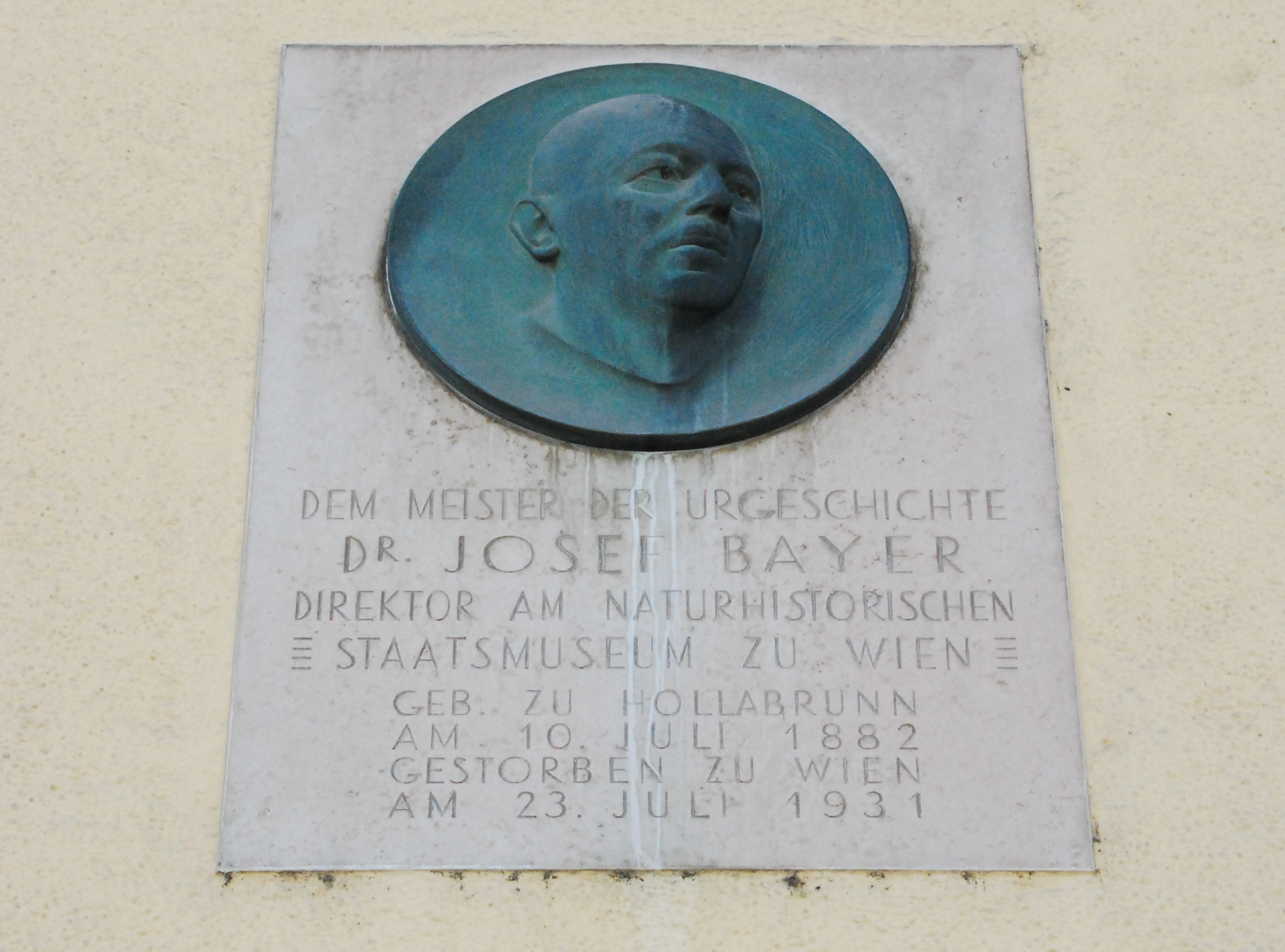
Gedenktafel für Josef Bayer in Hollabrunn, Pfarrgasse

Josef Bayer (* 10. Juli 1882 in Hollabrunn, Niederösterreich; † 23. Juli 1931 in Wien) war österreichischer Anthropologe und Prähistorischer Archäologe.

## Leben

Josef Bayer am 7. August 1908, bei der Entdeckung der Venus von Willendorf

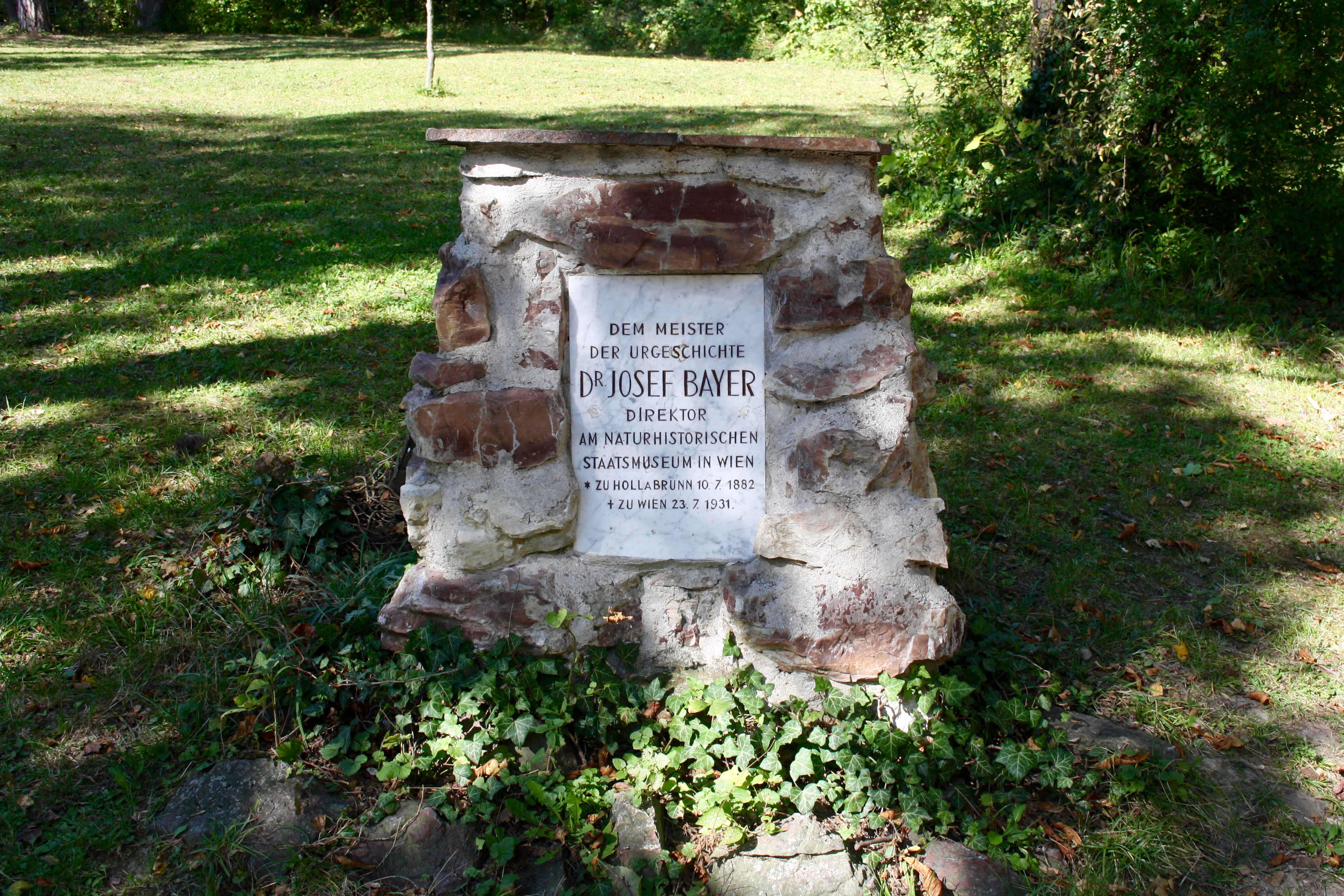
Gedenkstein für Josef Bayer am Wilden Berg unweit der Antonshöhe

Bayer wurde als Sohn des Oberlandesgerichtsrates Eduard Bayer in Oberhollabrunn geboren und kam dann wegen der Versetzung seines Vaters nach Wien und später nach Herzogenburg.
Er studierte in Wien Geographie und Prähistorische Archäologie bei Moriz Hoernes. 1907 wurde er promoviert, anschließend begann er als Volontär am Hofmuseum in Wien. Über die Stufen als Assistent, Kustos-Adjunkt und Kustos aller Klassen gelangte er 1919 zum Amt des Direktors der anthropologisch-ehtnographischen Abteilung. 1913 wurde Bayer habilitiert.
Nachdem er bereits als Einjährig-Freiwilliger im k.u.k. Infanterieregiment „Freiherr von Bolfras“ Nr. 84 diente, nahm er mit diesem Regiment am Ersten Weltkrieg teil und wurde bis zum Hauptmann befördert. Zeitweise war er österreichischer Verbindungsoffizier ins deutsche Hauptquartier an der Gazafront. Er wurde mit dem österreichischen Militärverdienstkreuz und dem deutschen Eisernen Kreuz I. Klasse ausgezeichnet.
1924 wurde er Leiter der Prähistorischen und der Anthropologischen Sammlung des Naturhistorischen Museums in Wien. 1921 gründete Bayer das Institut und die Kommission für Eiszeitforschung, 1924 dann die Fachzeitschrift Eiszeit (und Urgeschichte), die er auch herausgab. Seine Forschungsgebiete betreffen vor allem die Steinzeiten und da vor allem das Paläolithikum. Er entwickelte ein eigenes Modell des Eiszeitalters. Bayer war aber nicht nur international tätig, sondern forschte auch durchaus im lokalen Bereich, wie beispielsweise im Waldviertel und vor allem in der Wachau. Er förderte Lokalforscher vom Range eines Josef Höbarth.
Er war führender österreichischer Prähistoriker seiner Zeit, der mit seinen Ergebnissen und Denkanstössen bis in die unmittelbare Gegenwart richtungweisend wirkt. Zu nennen sind – unter vielen anderen – Grabungen in der jungpaläolithischen Station Kamegg sowie im jungsteinzeitlichen Silexabbaugebiet auf der Antonshöhe in Mauer bei Wien. Aufsehen erregte 1908 die Entdeckung der Venus von Willendorf, an der er beteiligt war. Ab 1908 war er auch Korrespondent der k.k. Central-Commission in Wien. Im Rahmen seines Wehrdienstes im Ersten Weltkrieg wurde er u. a. nach Palästina versetzt und nützte die Zeit für archäologischen Forschungen, bei denen er die von ihm so benannte Askalonkultur entdeckte.
In Herzogenburg wurde die Dr. Josef Bayer-Gasse ⊙ nach ihm benannt.

## Schriften (Auswahl)
- Die Chronologie des jüngeren Quartärs. In: Mittheilungen der prähistorischen Kommission der Kais. Akademie der Wissenschaften. Bd. 2 (1913), H. 2, S. 199–227.
- Der Mammutjägerhalt der Aurignaczeit bei Lang-Mannersdorf a. d. Perschling (Nied.-Öst.). Vorläufiger Bericht über die Grabung 1919/1920. In: Mannus. Bd. 13, 1921, S. 76–81.
- Die Diluviale Kunst (= Bibliothek der Kunstgeschichte 31). Seemann, Leipzig 1922.
- mit Heinrich Wichmann: Die Frauenlucken bei Schmerbach im oberen Kamptale, eine Höhlenstation des Magdalenien in Niederösterreich. In: Die Eiszeit. Bd. 1, 1924, ISSN 0259-773X, S. 65–67.
- Der Mensch im Eiszeitalter. Deuticke, Leipzig u. a. 1927.
- Eine Station des Eiszeitjägers im Mießlingtal bei Spitz a. d. Donau in Niederösterreich. In: Die Eiszeit. Bd. 4, 1927, S. 91–94.
- Der erste Glockenbecher aus Österreich. (Groß-Weikersdorf, Niederösterreich). In: Mitteilungen der Anthropologischen Gesellschaft in Wien. 57 (1927), S. 51–52.
- Jungbronzezeitliche Gräber bei Baierdorf, pol. Bez. Hollabrunn, Niederösterreich. In: Mitteilungen der Anthropologischen Gesellschaft in Wien. 61 (1931), S. 209–212.
- Der vor- und frühgeschichtliche Mensch auf dem Boden des Horner Bezirkes. In: Franz Lukas, Friedrich Moldaschl (Hrsg.): Heimatbuch des Bezirkes Horn. Band 1. Josef Pichler (in Kommission), Horn 1933, S. 180–240.